# Albion Football Club
El Albion Football Club es un club de fútbol uruguayo de la ciudad de Montevideo. Fue fundado el 1 de junio de 1891, considerado el primer club uruguayo dedicado específicamente a la práctica del fútbol. Desde hace unos años se transformó en una Sociedad Anónima Deportiva, y compite en la Segunda División de Uruguay.
Su sede se denomina Albion House y está ubicada en el barrio Carrasco, allí se encuentran sus oficinas administrativas, la residencia y el gimnasio donde entrenan las categorías juveniles del club, además de otros servicios. Su estadio es el Parque Dr. Enrique Falco Lichtemberger, con capacidad para 2.000 personas, pero sus malas condiciones no le permiten oficiar de local allí desde hace décadas.
El tradicional club uruguayo fue uno de los cuatro fundadores del campeonato uruguayo en 1900. Su participación finalizó en 1905 y luego fue perdiendo terreno, hasta estar por décadas sin competir de forma federada. En 2018 empezó a gestar su retorno, logrando ascender a la Segunda División Profesional luego de obtener el título de campeón de Segunda B del 2017, primera vez que el club obtiene un título de liga y que competirá en una divisional profesional. A su vez, es el primer título que Albion consigue luego de 117 años. En la temporada 2021 logró el título de la Segunda División, logrando ascender en 2022 a la Primera División como campeón.
Albion integra un grupo selecto de equipos de fútbol Pioneros en sus respectivos países, llamado "Club of Pioneers", en reconocimiento por ser el club más antiguo uruguayo con actividad interrumpida. Sheffield Football Club es el club de fútbol más antiguo del mundo, miembro de dicho club junto a otros importantes clubes de distintos países.

## Historia

### Primeros pasos (1891-1895)

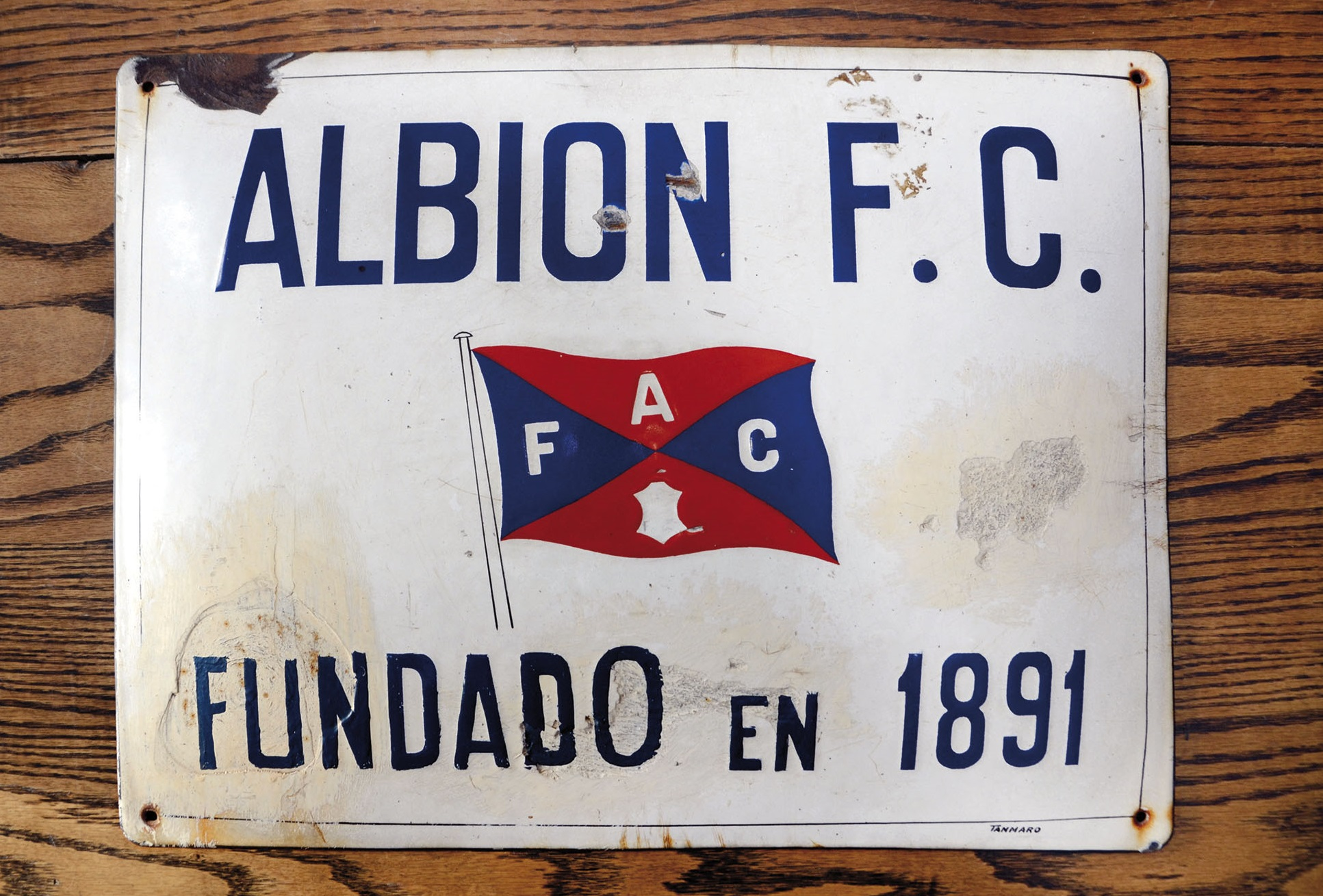
Albion es el club más antiguo del fútbol uruguayo.

Albion fue fundado en 1891 bajo el nombre de Football Association (lo cual era en realidad el nombre del deporte) por alumnos del English High School. El propulsor fue un muchacho de 18 años, Henry Candid Lichtenberger, un discípulo de William Leslie Poole, considerado como "el padre del futbol uruguayo". En su estatuto inicial se marcaba el rechazo a la presencia de jugadores extranjeros en el mismo, si bien el Foot-ball Association se caracterizaba por tener la mayoría de sus socios hijos de anglosajones, eran todos nacidos en el país. Se eligió una blusa blanca con estrella roja.
Su primer partido fue el 2 de agosto de ese año contra el Montevideo Cricket (integrado entre otros por el propio William Poole) y perdió 3 a 1, y el 25 de agosto fueron vapuleados 6 a 0 por el mismo rival. Al poco tiempo, el 21 de septiembre, en asamblea se decidió cambiar el nombre de la institución por el de "Albion Foot Ball Club", como homenaje a la patria de los creadores de este deporte. Se modificó también la camisa adoptando una azul, con cuello y mangas blancas por ser estos los colores nacionales, pantalón blanco y medias negras.
Entre 1892 y 1895 el fútbol comenzó lentamente a desenvolverse desde las elites. En 1892 se jugaron 18 partidos entre los cuatro clubes existentes: M. Cricket, Montevideo Rowing, Albion y CURCC. En diez de ellos participó el Montevideo Cricket que no perdió ningún partido y se impuso con goleadas al CURCC y al Albion (8 a 0 y 10 a 0 respectivamente).
Para ser más competitivos el 21 de marzo de 1895, en asamblea, el propio Lichtenberger propuso modificar el estatuto y aceptar incluir jugadores extranjeros, en otras palabras ingleses. También se decidió sustituir los colores de la casaca optando por el azul y rojo en referencia y homenaje a Gran Bretaña. A su vez, por esos años el Cricket y el Rowing comenzaron a alejarse de la práctica competitiva del fútbol.

### El apogeo (1895-1900)

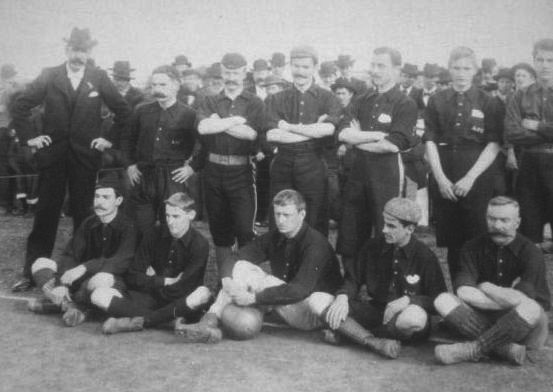
El Albion Football Club en 1898.

El Albion no solo jugaba al fútbol, en cierta forma lo predicaba, era el principal impulsor del deporte en este país. De a poco se fue transformando en el principal referente de este deporte. Albion fue el primer equipo uruguayo en haber ganado internacionalmente: en 1896 Albion venció al Retiro Athletic Club (4:1) y al prestigioso Belgrano Athletic Club (5:3) en Buenos Aires. Se estima que los primeros partidos internacionales que se disputaron en Uruguay fueron en Punta Carretas y ahí se enfrentaron Albion con el Lobos Athletic Club de la ciudad de Lobos en la provincia de Buenos Aires.
Se puede decir que el primer clásico del fútbol uruguayo fue entre Albion y el CURCC (fundado el 28 de septiembre de 1891 como club de cricket, practicaba fútbol desde 1892) . Se enfrentaron en 28 ocasiones entre 1892 y 1899. El primer partido fue el 25 de mayo de 1892 donde Albion derrotó a CURCC 4 a 1 en la cancha de Camino Casavalle. La superioridad de Albion sobre el CURCC fue clara sobre todo desde 1895 hasta 1897, cuando se sucedieron 14 triunfos de Albion ante un solo empate el 18 de julio de 1896. De la mano del CURCC y de Albion se va difundiendo el deporte que los había convocado inicialmente, el fútbol. Surgen entre 1896 y 1899 tres nuevas instituciones: Deutscher Fussball Klub, Uruguay Athletic Club y el Club Nacional de Football.

### Fundación de la League (1900)
Por impulso de Lichtemberger en febrero de 1900, Albion fue uno de los cuatro fundadores de la Uruguay Association Foot-ball League (actual Asociación Uruguaya de Fútbol), y en la primera temporada de la misma (1900) terminó segundo, por debajo del CURCC.
El club empezaba a sufrir cierto desangramiento. El 10 de junio de 1900, CURCC derrota nuevamente a Albion en lo que es la primera presentación por torneos oficiales por 2 a 1. Luego de tomar determinadas decisiones dirigenciales varios grupos del Albion se alejan del mismo formando otros clubes. Así fue el caso de Ernesto Caprario, Carlos Carve Urioste y Domingo Prat que pasaron a integrar el Uruguay Athletic. Cansados de ser suplentes, luego se irían del equipo los hermanos Céspedes, Cuadra, Reyes, Castro, Bouton, Nebel quienes terminaron fundando el Club Nacional de Football.
En 1901 disputó un encuentro ante un combinado de la Liga Argentina, el cual es considerado por los historiadores uruguayos como el primer partido oficial de la selección uruguaya en 1901. Así lo considera la compañía londinense Optasport, perteneciente al grupo de medios Perfom y en su momento también lo incluyó el sitio web Wikipedia, en el anexo Partidos de la selección de fútbol de Uruguay. El diario El Siglo informó previamente que “el cuadro argentino formado por jugadores de primer orden es fuerte y completo. Actuará como referee el señor H. W. Botting, secretario honorario de la Argentina Association Football League y gran conocedor de las leyes del football. Los linesmen serán los señores Chevallier Boutell y C. Sarth”. El partido que paralizó a Montevideo resultó muy particular e irrepetible a lo largo de toda la historia del fútbol rioplatense. Estaban en la cancha participando los dos presidentes de las asociaciones de Uruguay (William L. Poole) y Argentina (Francis Chevallier Boutell); el árbitro desempeñaba desde mucho tiempo atrás el cargo de secretario honorario de la AAFL. El partido se gestó a través del Albion FC que era lo mismo que decir la UAFL ya que ese club impulsó en marzo de 1900 la organización y las reuniones fundacionales se desarrollaron en la calle Solís n.º 65 el domicilio de Henry Lichtenberger, creador del Albion FC y promotor de la constitución de la UAFL de la cual era secretario honorario y por ende la sede de Albion y la UAFL. El equipo estuvo integrado en la oportunidad por 9 jugadores de su plantel principal y 2 del Club Nacional de Football. Los argentinos ganaron 3:2. Los goles uruguayos los marcaron Bolívar Céspedes y el presidente de la asociación uruguaya William Leslie Poole. La gran mayoría de los historiadores uruguayos reconocen a este encuentro desarrollado con gran fasto en cuanto a invitados de personalidades del gobierno como el primero de la selección uruguaya.

### La decadencia (1901-1905)

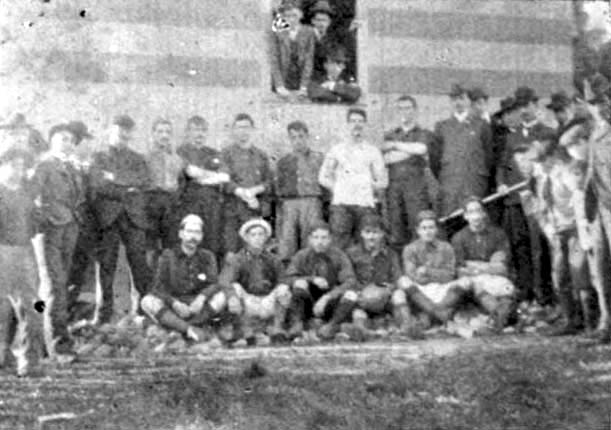
Plantel de Albion en 1901.

El 22 de marzo de 1901, Nacional (que había sido rechazado el año anterior) solicita nuevamente por nota su ingreso a la League y esta vez es aceptado. Desde este momento los ferrocarrileros y Nacional comenzaron a adueñarse del fanatismo de los aficionados. El CURCC salió nuevamente campeón y Nacional fue el segundo, siendo este el último año en que Albion exhibió un potencial deportivo aceptable.
Para 1902 Albion sufre un desprendimiento que mermó seriamente su capital deportivo. Se formó el Montevideo Wanderers conducido por los hermanos Sardeson. El motivo que argumentaron los escindidos es el no tener lugar en el primer equipo. El rendimiento del club siguió en deterioro deportivo en 1902, 1903 hasta la penosa actuación sin puntos de 1905, la cual sería la última. El 7 de mayo del mismo año fue derrotado 11 a 0 por el recientemente fundado Club Atlético Independiente, quien obtenía la primera victoria de su historia.

### Intentos de resurrección
Albion terminó en una debacle. La ausencia de un mecanismo de relevo generacional determinó magros resultados deportivos y el alejamiento de los socios más jóvenes y promisorios primero para el Club Nacional de Football (erigido como el abanderado de los footballers nativos; ya que el propósito inicial del Albion —un club de fútbol de criollos— se había desvirtuado en 1895 en aras de una mayor competitividad) y para el Montevideo Wanderers, que de cierta forma, se constituyó en su heredero espiritual. Para 1908 el club ya era una leyenda en el fútbol uruguayo. Un grupo de deportistas de la primera hora, conducidos por Amilcar Céspedes y Miguel Nebel, intentó resucitar a Albion. Pese al esfuerzo el conjunto no continuó más allá de ese año en la primera división de la Liga Uruguaya de Fútbol.
Sin poder nunca más retornar a la gloria del pasado, el Albion pasó por diferentes etapas y refundaciones. En 1914 intervino en la fundación de la actual Liga Universitaria de Deportes con un equipo denominado William Poole. Para 1931 integraba Ligas de barrio y en 1942 jugó en la Extra. En décadas posteriores, con el impulso de numerosos y entusiastas aficionados, Albion resurgió una y otra vez con la intención de mantener vigente el espíritu de esta institución pionera.
El 1º de junio de 1953, Albion vive una refundación. En ese año sale campeón invicto del torneo Preparación de la Asociación Uruguaya de Fútbol. Fue parte también por muchos años de la Federación Uruguaya de Fútbol Amateur, fundada el 29 de julio de 1953 siguiendo sus tradiciones y principios. Fue campeón de esta federación -que agrupó cuatro divisionales y más de 60 clubes - en 1953 y 1954.
Desde esos años hasta la década de 1960, el club se dedica a participar en la Liga Universitaria, y fue fundador de la Liga de Béisbol (deporte con escasísimos aficionados). Tuvo una destacada actuación en atletismo y en baloncesto jugó en cuarta de ascenso, logrando el torneo de dicha divisional y ascender a tercera en la cancha de Marne.

### Retorno definitivo a la AUF
Finalmente Albion ingresa nuevamente a la Divisional Extra y en 1976 se fusiona con Miramar pasando a llamarse Albion Miramar, experiencia que solo prosperó por un año. A partir de allí y desaparecida la Extra, Albion comenzó a disputar, con magros resultados deportivos, los torneos de Primera "C" hasta la actualidad.

### Ingreso al profesionalismo
En 2017, después de 117 años, Albion logró un nuevo título en la AUF al consagrarse campeón del Apertura de la Segunda B Nacional. Posteriormente enfrentó al club Colón (campeón del Clausura) para definir el campeón del año y el ascenso a Segunda Profesional. Luego de un empate 1:1 en el partido de ida en el Nasazzi, se jugó la finalísima en el Estadio Centenario, donde Albion triunfó con un marcador de 2-1.
En 2018 al jugar en Segunda División Profesional, será por primera vez en su historia un club profesional (sin considerar la época fusionado con Miramar). Además gracias a ello, rompió el curioso récord de haber disputado la "A" (1ª categoría) y la "C" (3ª categoría) pero nunca la "B" (2ª categoría). En ese sentido, cabe destacar que Albion es el único club de la A.U.F. que jugó en la Primera División (la "A"), Extra "A", Cuarta, Extra, Extra "B", Primera "D", la "C" y ahora lo hará por primera vez en la "B" completando todas las divisiones asociacionistas.

#### Retorno a Primera División
En 2021, disputó el Campeonato de Segunda División. A pesar de un endeble comienzo, Albion pronto fue mejorando y comenzó a disputar los primeros puestos.
El 9 de noviembre pasó a la historia de Albion, al obtener el ascenso a Primera División, tras igualar 1 a 1 ante Racing a falta de 2 fechas. El 18 de noviembre por la penúltima fecha, a pesar de caer por 1 a 0 ante Rocha, se consagró campeón.

### Actualidad
Hizo su debut en Primera División cayendo de local ante Rentistas por 5 a 3, por el Apertura 2022. Consiguió su primer punto ante Peñarol al igualar 1 a 1 en la fecha 3. Su primer triunfo llegó en la fecha 4, al vencer a Montevideo City por 2 a 1. Sin embargo, su desempeño fue malo en el torneo y, por una quita de puntos a Cerrito, no finalizó último.
Luego disputó el torneo intermedio, mejorando su rendimiento y terminando en cuarto lugar en la Zona A.
En el Clausura 2022 comenzó con el pie derecho, al vencer a Rentistas. Manteniendo el desempeño del Torneo Intermedio, fue consiguiendo más puntos que en el apertura; pero no fue suficiente para evitar el descenso, que terminó concretándose al caer ante Nacional a falta de 2 fechas.
En 2023 volvió a competir en la segunda división, donde no realizó un buen desempeño y terminó afuera de los play-offs por el tercer ascenso al caer ante Miramar Misiones, que ya se había consagrado campeón, en la última fecha.

## Símbolos
|  |
|  |

|  |
|  |

|  |
|  |

|  |
|  |

### Escudo y bandera
Tanto la bandera como el escudo de Albion están compuestos por los colores azul, rojo y blanco.
El escudo ha sufrido algunas variaciones a lo largo de su historia, aunque mayoritariamente mantiene sus principales características. El escudo se compone principalmente de rojo, con la parte superior de color azul. La sección roja posee la figura de un león de costado, de color amarillo. Dentro de la parte azul aparece la inscripción "Albion", mientras que en la parte roja, a cada lado del león, se ven las iniciales "F" y "C".
Por su parte, la bandera se compone de cuatro triángulos, dos azules y dos rojos, delineados por blanco. En los tres triángulos superiores se sitúan las iniciales "A", "F", y "C".

## Uniforme
- Uniforme titular tradicional: Camiseta a mitades verticales roja y azul, pantalón blanco, medias azules.
- Uniforme alternativo: Camiseta blanca con vivos rojos y azules, pantalón blanco, medias azules.

### Evolución
En sus inicios vestía completamente de azul con cuello blanco (los colores de la bandera de Uruguay), ya que era un equipo totalmente integrado por criollos (naturales de Uruguay), a diferencia de las demás instituciones deportivas de la época. Luego, hacia fines los años 1890, decide integrar a jugadores británicos, y por ese motivo se suma el rojo a su indumentaria.
| 1891 (Football Association) | 1891-1895 | 1895-2017 2018- | 2017 |

### Patrocinadores e indumentaria
| Período        | Logo | Proveedor |
| -------------- | ---- | --------- |
|                |      |           |
| 1891-1976      | -    | -         |
| 1976           | -    | -         |
|                |      |           |
| 1996-2006      | -    | -         |
| 2006-2016      | -    | Startabe  |
| 2015-2017      |      | Umbro     |
| 2018 - 2019    |      | Borac     |
| 2020- 2022     |      | Mgr Sport |
| 2022- Presente |      | Kelme     |

| Período       | Patrocinador Principal | Patrocinador Secundario | Patrocinador Mangas |
| ------------- | ---------------------- | ----------------------- | ------------------- |
|               |                        |                         |                     |
| 2013-2016     | -                      | -                       |                     |
| 2017          | -                      | -                       |                     |
| 2018          | -                      | -                       | antel               |
| 2019          | Capital Visión         |                         | antel               |
| 2020-2021     | Yerba Sara             |                         | antel               |
| 2022-presente | Yerba Sara             | Iveco Ega               | antel               |

## Infraestructura

### Parque Falco Lichtemberger

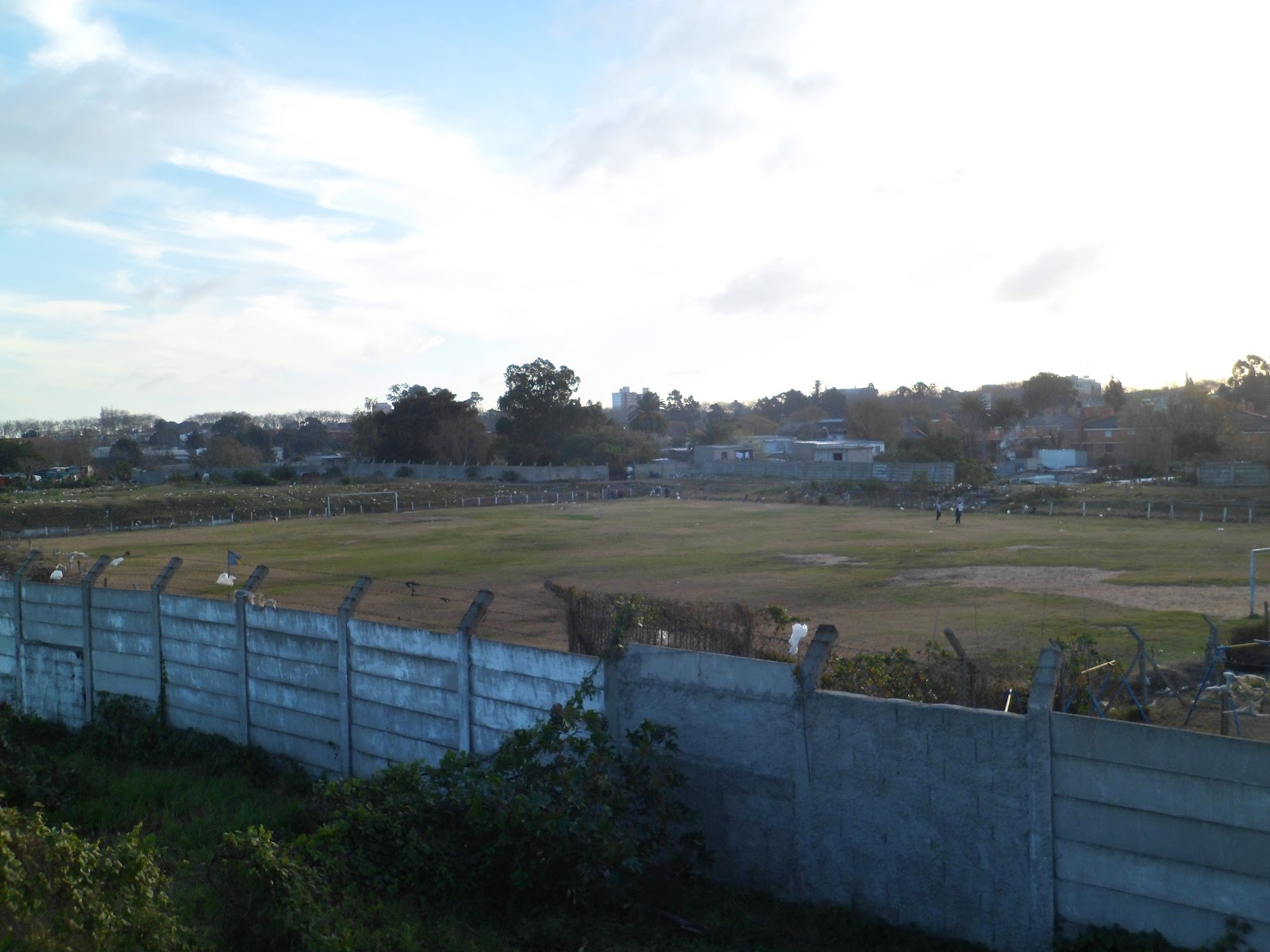
Imagen del estadio.

El estadio está ubicado en el barrio La Unión de Montevideo, Uruguay. Allí se disputaban los partidos de Albion hasta que el escenario quedó en desuso.
Según el diseño proyectado del estadio, la gradería principal da hacia la calle Azara, el terreno donde se ubicarían las cabeceras lo hacen sobre Menorca y Pje. Margot Vera respectivamente, mientras que el área donde se ubicaría las gradas enfrente al sector principal, apuntarían hacia la calle Juan José Castro.
El estadio se ubica a metros del Estadio Parque Huracán (estadio de Huracán Buceo). Desde hace décadas, Albion ya no oficia de local en su estadio por motivos de infraestructura y seguridad.

### Field del Albion

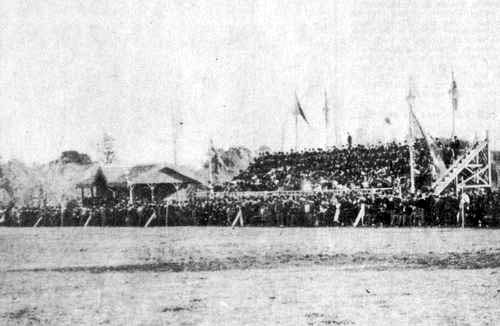
Field del Albion.

En principio Albion jugaba en Punta Carretas, hasta que en 1899, alentado por una empresa de tranvías, se mudó a Paso Molino Fue allí en donde fue el propietario del que es considerado como el "primer stadium de fútbol de Uruguay" (entendiendo así un campo de juego rodeado de gradas para el confort del público asistente).
Albion disputó sus partidos allí hasta 1905. El escenario era conocido como el Field del Albion. Fue en esa cancha en donde Albion albergó sus encuentros en su primera etapa en Primera División (1900-1905) hasta su retorno en 2022.

### Sede social
Originalmente existieron lazos muy fuertes entre el club y la Uruguay Association Football League, primera denominación de la Liga Uruguaya y la Asociación Uruguaya de Fútbol. Las reuniones fundacionales de la UAFL se desarrollaron en la calle Solís n.º 65, que era el domicilio de Henry Lichtenberger, creador del Albion F.C. Henry Lichtenberger era secretario honorario de la UAFL, y su domicilio funcionaba tanto como sede de Albion como de la UAFL.

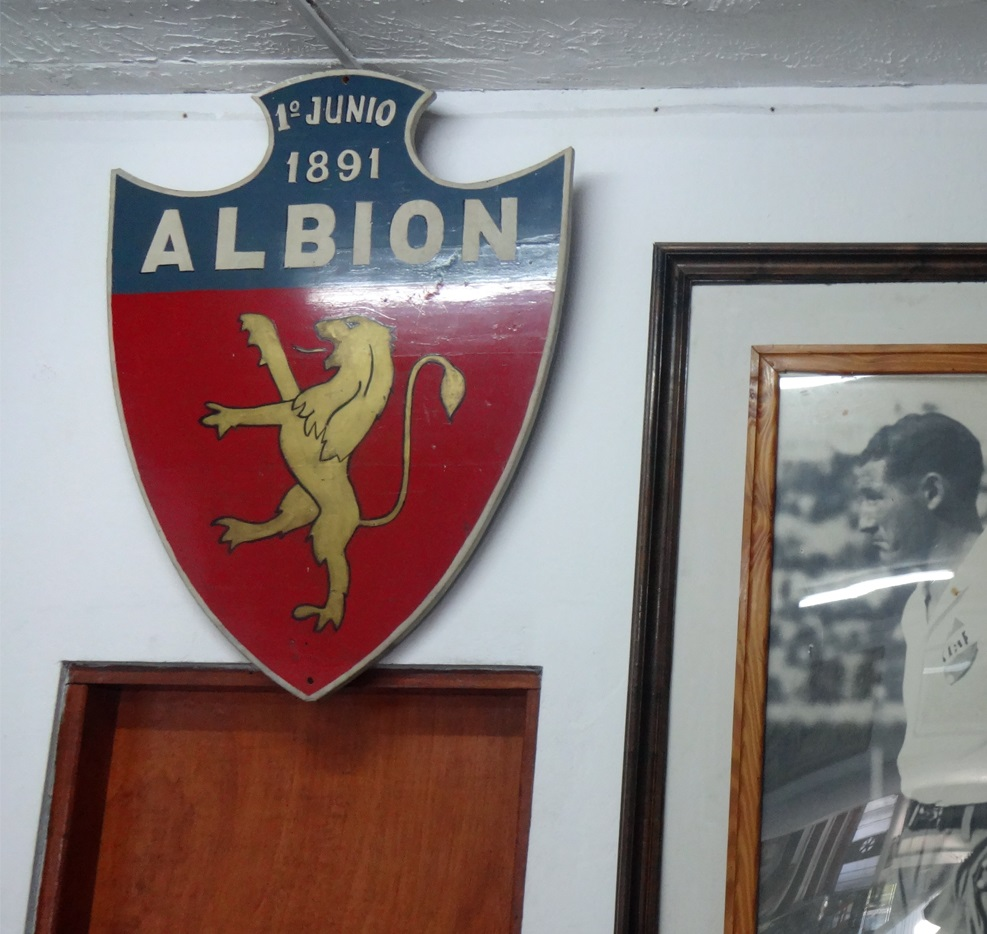
Escudo del club en la sede.

Con el paso de los años, Albion perdió no solo terreno en lo deportivo sino en lo institucional. El 22 de marzo de 1901, Nacional (que había sido rechazado el año anterior) solicita nuevamente por nota su ingreso a la League y esta vez es aceptado. Desde este momento los ferrocarrileros y Nacional comenzaron a adueñarse del fanatismo de los aficionados, mientras que Albion empezó su decadencia. Años después, había perdido tanto su field como su sede social. En cierto momento, incluso la sede del Albion funcionó en un área de la sede social de Nacional. 
De acuerdo a la versiones de las dos instituciones implicadas, fue por un tiempo acotado y significó un gesto de camaradería entre dos clubes que surgieron con escasos años de diferencia y con el propósito de impulsar el fútbol para uruguayos criollos frente al predominio de clubes y practicantes extranjeros europeos de este deporte, enfrentados ante los impulsos restrictivos del C.U.R.C.C. inglés. Pero, según Peñarol, se trató de una estrategia del Bolso para ganar terreno dentro de la discusión sobre el decanato, referida sobre aquel club más antiguo o el club de mayor antigüedad dentro de la Asociación. Según los aurinegros, el gesto fue un recurso para asegurarse prolongar la existencia de Albion y, en caso de entender el decanato como el club más antiguo en actividad, que Albion sea considerado en ese aspecto como "decano" y no la posición de la continuidad CURCC-Peñarol.
Actualmente, la sede del equipo, llamada Albion House, se ubica en el barrio Carrasco de Montevideo, y nuclea diversos servicios tales como: oficinas administrativas, residencia de futbolistas, gimnasio donde entrenan las categorías juveniles del club, set audiovisual, entre otros.

### Complejo deportivo
Aunque Albion no cuente con un centro de entrenamiento propio, también se encuentra planificando en los últimos años la construcción de un complejo deportivo.
Desde el 2021 es arrendatario del complejo Daniel Marsicano (ex Torque)

## Vínculo con otros clubes

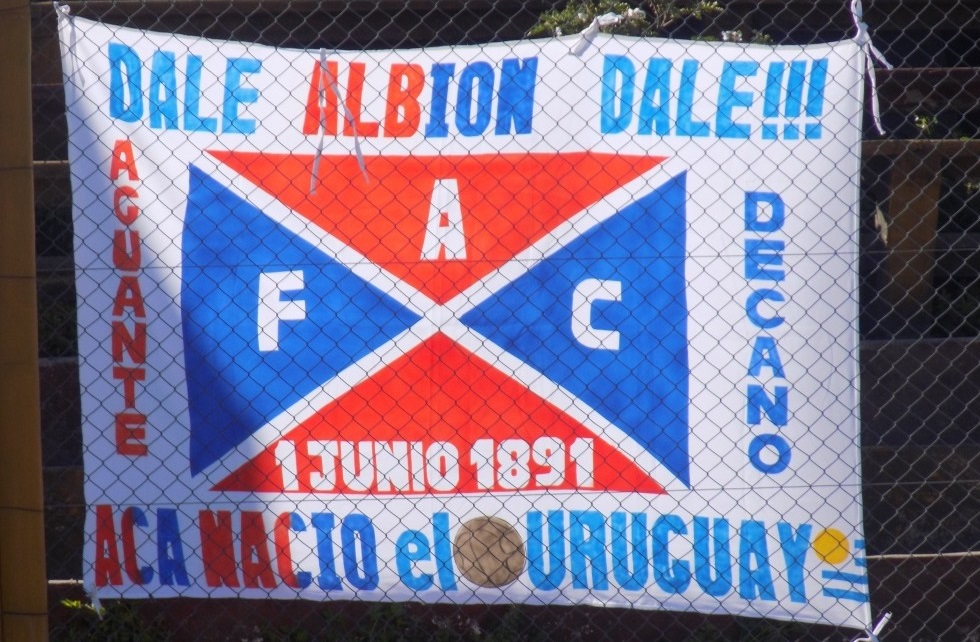
Bandera de la hinchada.

### Rivalidad
La rivalidad del Albion fue con el CURCC, club con el cual tuvieron la rivalidad más extendida de la última década del siglo XIX. Fue precisamente contra Albion con quien disputó el club del ferrocarril su primer partido de fútbol el 25 de mayo de 1892, con victoria del Albion por 3 a 2. Dos de los socios del CURCC, Woosey y Sagehorn eran fundadores también de Albion. El hecho llevó a que este último club los expulsase.
A fines del siglo XIX, entre los años 1897 y 1898, creció la rivalidad con el CURCC porque sus enfrentamientos mostraban una paridad. En 1896, Albion disputó 19 encuentros y solo perdió en una oportunidad, siendo la potencia futbolística de aquellos años. No obstante, entre 1897 y 1898, de 6 partidos disputados, en dos ocasiones venció el CURCC, en 3 Albion y hubo solo un empate. En 1897, Albion solo perdió dos partidos, uno de ellos frente al CURCC.
Se enfrentaron en 25 ocasiones entre 1892 y 1899. El primer partido fue el 18 de julio de 1892 donde los ex estudiantes del Albion derrotaron al equipo del ferrocarril por 3 a 2. El segundo partido el día antes de Santa María resultó una goleada a favor de este último team. Sería su primera victoria y la última hasta otro día de Santa María de 1897 donde derrotó al Albion por 2 a 1. La superioridad de Albion sobre el CURCC fue clara desde 1895 hasta 1897. Hasta ese momento se sucedieron 14 triunfos de Albion ante un solo empate el 18 de julio de 1896.

## Club de los pioneros
Albion F. C. integra un grupo selecto de equipos de fútbol pioneros en sus respectivos países, llamado "Club of Pioneers". Sheffield Football Club es el club de fútbol más antiguo del mundo, miembro de dicho club junto a otros importantes clubes de distintos países.
El 26 de julio de 2018 se realizó un acto de bienvenida al club en el Museo del Fútbol del Estadio Centenario, con la participación de autoridades del Albion y de "Club of Pioneers", donde le dieron el Certificado Oficial del club de Pioneros. 
| Fundación | Club                       | País              |
| --------- | -------------------------- | ----------------- |
| 1857      | Sheffield F. C.            | Inglaterra        |
| 1864      | Wrexham A. F. C.           | Gales             |
| 1867      | Queen's Park F. C.         | Escocia           |
| 1872      | Havre Athletic             | Francia           |
| 1879      | F. C. St. Gallen           | Suiza             |
| 1879      | Koninklijke H. F. C.       | Países Bajos      |
| 1879      | Cliftonville F. C.         | Irlanda del Norte |
| 1880      | Royal Antwerp F. C.        | Bélgica           |
| 1882      | Savages F. C.              | Sudáfrica         |
| 1886      | Hong Kong F. C.            | Hong Kong         |
| 1887      | Quilmes Atlético Club      | Argentina         |
| 1887      | Académica de Coimbra       | Portugal          |
| 1887      | North Shore United         | Nueva Zelanda     |
| 1888      | B. F. C. Germania 1888     | Alemania          |
| 1889      | R. C. Recreativo de Huelva | España            |
| 1890      | St. George's F. C.         | Malta             |
| 1891      | Albion F. C.               | Uruguay           |
| 1893      | Genoa C. F. C.             | Italia            |
| 1894      | Odds B. K.                 | Noruega           |
| 1894      | First Vienna F. C. 1894    | Austria           |

## Jugadores

### Altas y bajas
| Altas              | Altas         | Altas                  | Altas    | Altas |
| Jugador            | Posición      | Destino                | Tipo     |       |
| ------------------ | ------------- | ---------------------- | -------- | ----- |
| Yonatan Irrazabal  | Arquero       | Rentistas              | Libre    |       |
| Alberto Eiraldi    | Arquero       | Cerrito                | Libre    |       |
| Federico Platero   | Defensor      | Unión Española         | Libre    |       |
| Mauro García       | Defensor      | Rocha                  | Libre    |       |
| Emiliano Ancheta   | Defensor      | Cerro Largo            | Libre    |       |
| Ángelo Pizzorno    | Defensor      | Aucas                  | Libre    |       |
| Mathías Goyeni     | Defensor      | Cerrito                | Libre    |       |
| Santiago Cappi     | Defensor      | Danubio                | Libre    |       |
| Ousmane N'Dong     | Defensor      | Lanús                  | Libre    |       |
| Ányelo Rodríguez   | Mediocampista | Racing                 | Libre    |       |
| Augusto Pons       | Mediocampista | Montevideo City Torque | Libre    |       |
| José Neris         | Mediocampista | River Plate            | Préstamo |       |
| Jairo Villalpando  | Mediocampista | Central Español        | Libre    |       |
| Martín Barrios     | Mediocampista | Racing                 | Préstamo |       |
| Federico Rodríguez | Delantero     | Cerrito                | Libre    |       |
| Cristian Barros    | Delantero     | Universidad de Chile   | Préstamo |       |
| Gianluca Colla     | Delantero     | Nacional               | Préstamo |       |

| Bajas              | Bajas         | Bajas              | Bajas | Bajas |
| Jugador            | Posición      | Destino            | Tipo  |       |
| ------------------ | ------------- | ------------------ | ----- | ----- |
| Washington Ortega  | Arquero       | La Equidad         | Libre |       |
| Leandro Zazpe      | Defensor      | Oriente Petrolero  | Libre |       |
| Federico Velázquez | Defensor      | Rampla Juniors     | Libre |       |
| Tabaré Da Cunha    | Defensor      | Sin Equipo         | Libre |       |
| Facundo Cabrera    | Defensor      | Central Español    | Libre |       |
| Pablo González     | Mediocampista | Liverpool          | Libre |       |
| Christian Yeladián | Mediocampista | Sin Equipo         | Libre |       |
| Federico Viotti    | Mediocampista | Sin Equipo         | Libre |       |
| Fernando Arismendi | Delantero     | Blooming           | Libre |       |
| Agustín Hernández  | Mediocampista | Villa Española     | Libre |       |
| Nicolás Brun       | Delantero     | Santamarina        | Libre |       |
| César Taján        | Delantero     | Uruguay Montevideo | Libre |       |
| Stéfano Cetrulo    | Delantero     | Sin Equipo         | Libre |       |
| Gonzalo Viotti     | Delantero     | Sin Equipo         | Libre |       |

## Estadísticas

### Albion en Primera
| 1900 | Primera División | 2.° |
| 1901 | Primera División | 5.° |
| 1902 | Primera División | 5.° |
| 1903 | Primera División | 5.° |
| 1905 | Primera División | 5.° |
| 1908 | Primera División | 6.° |

### Clasificación

#### Desde 1996
| 1996 | División de Aficionados    | 9.° |
| 1997 | Liga Metropolitana Amateur | 6.° |
| 1998 | Liga Metropolitana Amateur | 6.° |
| 1999 | Liga Metropolitana Amateur | 8.° |

| 2000    | Liga Metropolitana Amateur | 10.°                          |
| 2001    | Liga Metropolitana Amateur | 3.° (semifinales de play-off) |
| 2002    | Liga Metropolitana Amateur | No participó                  |
| 2003    | Liga Metropolitana Amateur | 2.°                           |
| 2004    | Apertura                   | 7.º                           |
| 2004    | Clausura                   | 6.°                           |
| 2005    | Liga Metropolitana Amateur | 6.°                           |
| 2006    | Apertura                   | 6.º                           |
| 2006    | Clausura                   | 7.°                           |
| 2007    | Apertura                   | 6.º                           |
| 2007    | Clausura                   | 5.°                           |
| 2008-09 | Apertura                   | 11.º                          |
| 2008-09 | Clausura                   | 12.°                          |
| 2009-10 | Apertura                   | 12.º                          |
| 2009-10 | Clausura                   | 11.°                          |

| 2010-11 | Apertura                 | 11.º                 |
| 2010-11 | Clausura                 | 11.°                 |
| 2011-12 | Segunda División Amateur | 7.º                  |
| 2012-13 | Segunda División Amateur | Posición desconocida |
| 2013-14 | Apertura                 | 8.º                  |
| 2013-14 | Clausura                 | Posición desconocida |
| 2014-15 | Apertura                 | 4.°                  |
| 2014-15 | Liguilla                 | 2.°                  |
| 2015-16 | Segunda División Amateur | 9.°                  |
| 2017    | Apertura                 | Campeón              |
| 2017    | Clausura                 | 3.°                  |
| 2018    | Segunda División         | 11.º                 |
| 2019    | Segunda División         | 9.º                  |

| 2020 | Segunda División | 12º | Cancelada        |
| 2021 | Segunda División | 1º  | Cancelada        |
| 2022 | Primera División | 12º | Octavos de final |

## Palmarés

#### Torneos nacionales oficiales de la AUF
| Torneos nacionales                            | Torneos nacionales | Torneos nacionales |
| --------------------------------------------- | ------------------ | ------------------ |
| Competición                                   | Títulos            | Subcampeonato      |
| Primera División de Uruguay (0/1)             |                    | 1900               |
| Copa Competencia (Zona Uruguaya) (1/1)        | 1900               | 1901               |
| Segunda División Profesional de Uruguay (1/0) | 2021               |                    |
| Tercera categoría de fútbol en Uruguay (1/2)  | 2017               | 2003, 2014-15      |
| Torneo Apertura de la Segunda B Nacional (1)  | 2017               |                    |

#### Torneos amistosos y no oficiales de la AUF
- Field del Albion CUP: 1899

- Torneo Preparación de la AUF: 1958
- Federación Uruguaya de Fútbol Amateur: 1953, 1954

### Participación en competiciones internacionales entre AUF Y AFA
| Torneos internacionales entre países | Torneos internacionales entre países              | Torneos internacionales entre países | Torneos internacionales entre países |
| ------------------------------------ | ------------------------------------------------- | ------------------------------------ | ------------------------------------ |
| Competición                          | Partidos                                          | Lugar Alcanzado                      |                                      |
| Cup Tie Competition 1900             | Albion 1 - 0 CURCC Albion 0 - 1 Belgrano Athletic | Semifinalista                        |                                      |
| Cup Tie Competition 1901             | Albion 2 - 4 CURCC                                | Cuartos de Final                     |                                      |
| Cup Tie Competition 1902             | Albion 1 - 2 CURCC                                | Octavos de Final                     |                                      |
| Cup Tie Competition 1904             | Albion 0 - 4 CURCC                                | Octavos de Final                     |                                      |
| Cup Tie Competition 1905             | Albion 1 - 9 Montevideo Wanderers                 | Primera Fase                         |                                      |

## Otras disciplinas
En 2018 el club disputó por primera vez la Liga Uruguaya de Fútbol Playa - Pre Libertadores 2018 "Don Carlos Rubio" en el Estadio "Arenas del Plata" ubicado en la Playa Pocitos.